# Aktinometer

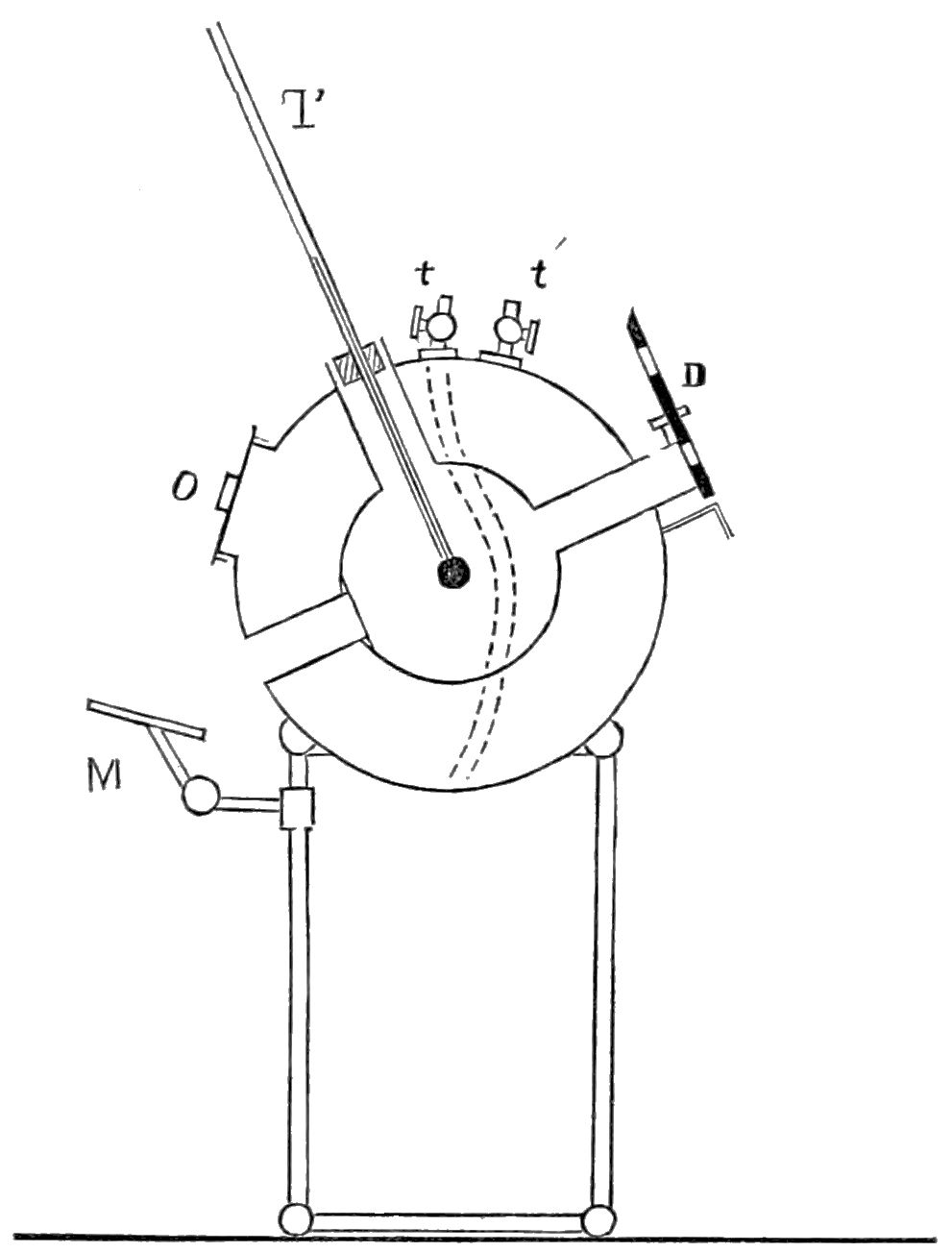
Aktinometer enl. Violle.

Aktinometer är ett instrument för mätning av strålning, vars funktion grundar sig på strålningens termiska eller kemiska egenskaper. Den förra typen används bl. a. för mätning av värmestrålningen från solen och rymden liksom mätning av utstrålninge från jorden.

## Termisk aktiometri
En aktinometer för mätning av solstrålning är den s. k. pyrheliometern, utvecklad av Pouillet, som består av en cylindrisk silverdosa, fylld med en bestämd mängd vatten, i vilken är införd en kvicksilverbehållare på en termometer. Övre ytan av dosan är svärtad (för att öka absorptionen) och ställs vid observationen in vinkelrät mot solstrålningen. Temperaturen läses av vid instrålning och vid avskuggning, varefter den tillförda värmemängden kan beräknas.

## Kemisk aktiometri
Kemisk aktinometri innebär att mäta strålningsflödet via utbytet från en kemisk reaktion. Det kräver en kemikalie med ett känt kvantutbyte och en enkelt analyserbar reaktionsprodukt.
De senaste undersökningarna av nitratfotolys   har använt 2-nitrobensaldehyd och bensoesyra som en radikalupptagare för hydroxylradikaler producerade i fotolys av väteperoxid och natriumnitrat. Ursprungligen används ferrioxalataktinometri för att kalibrera kvantutbyten för väteperoxidfotolys. Radikalfångare har visat sig vara en användbar metod för att mäta produktionen av en hydroxylradikal.
Meso-difenylheliantren kan användas för kemisk aktinometri inom det synliga frekvensområdet (400-700 nm). Denna mätning fungerarar inom 475-610 nm, men mätningar i större spektralområden kan göras med denna kemikalie om emissionsspektrum hos ljuskällan är känd.

## Historik
Aktinometern uppfanns av John Herschel år 1825 då han också introducerade begreppet aktinometer, den första av många användningsområden för prefixet aktin för vetenskapliga instrument, effekter och processer.
Aktinografen är en relaterad anordning för att uppskatta aktinisk kraft i belysning vid fotografering. Aktinografer konstruerades av bland andra Eugène Bourdon, Crova, Hugh Longbourne Callendar och Anders Ångström.
Bland aktinometrar som grundar sig på strålningens kemiska verkningar kan nämnas den av Bunsen och Roscoe använda klorväteaktinometern, som bygger på det förhållandet att klor och väte under ljusets inverkan förenas till klorväte.